# كورتيس ن. دوغلاس
كورتيس ن. دوغلاس هو سياسي أمريكي، ولد في 28 مايو 1856، وتوفي في 9 فبراير 1919. نشط حزبياً في الحزب الديمقراطي. وقد انتخب عضو جمعية ولاية نيويورك ‏ وانتخب عضو مجلس ولاية نيويورك ‏.